# Castillo de Brederode
El Castillo de Brederode (en neerlandés: Kasteel Brederode) también llamado “las ruinas de Brederode”, se encuentra cerca de Santpoort-Zuid, en el municipio de Velsen. El castillo fue fundado en la segunda mitad del siglo XIII por William I van Brederode (1215-1285). William era un descendiente de los señores van Teylingen, que se relacionan con los condes de Holanda. El castillo, que forma parte del señorío de la Alta Brederode, había sido dado en préstamo en el siglo XIII a los señores de Brederode por el conde de Holanda.
El nombre Brederode es una referencia a una zona boscosa llamada Brede Roede (“ancho de madera”), en la que fue construido. El castillo fue en un principio no más que una torre, pero a principios del siglo XIV Dirk II van Brederode la derribó para reemplazarla con un castillo propiamente dicho.
Durante los inicios de la sublevación neerlandesa ocupó un papel importante. Después de las victorias españolas en las batallas de Oosterweel y el asedio de Valenciennes, fue tomado por el ejército de Flandes el 3 de mayo de 1567. Conquistado por los neerlandeses en 1572, sería destruido por las tropas españolas después de su éxito en el asedio de Haarlem en 1573.